# Doudleby nad Orlicí
Doudleby nad Orlicí (en allemand : Daudleb an der Adler) est un bourg (městys) du district de Rychnov nad Kněžnou, dans la région de Hradec Králové, en République tchèque. Sa population s'élevait à 1 747 habitants en 2022.

## Géographie
Doudleby nad Orlicí est arrosée par la Divoká Orlice, un affluent de l'Orlice, et se trouve à 3 km au sud-ouest de Vamberk, à 7 km au sud de Rychnov nad Kněžnou, à 34 km à l'est-sud-est de Hradec Králové et à 131 km à l'est de Prague.
La commune est limitée par Tutleky et Lupenice au nord, par Vamberk et Záměl à l'est, par Potštejn, Chleny et Vrbice au sud, et par Svídnice et Kostelec nad Orlicí à l'ouest.

## Histoire
La première mention écrite de la localité date de 1259. La commune a le statut de městys) depuis le 10 octobre 2006.

## Administration
La commune se compose de deux sections :
- Doudleby nad Orlicí
- Vyhnánov

## Galerie

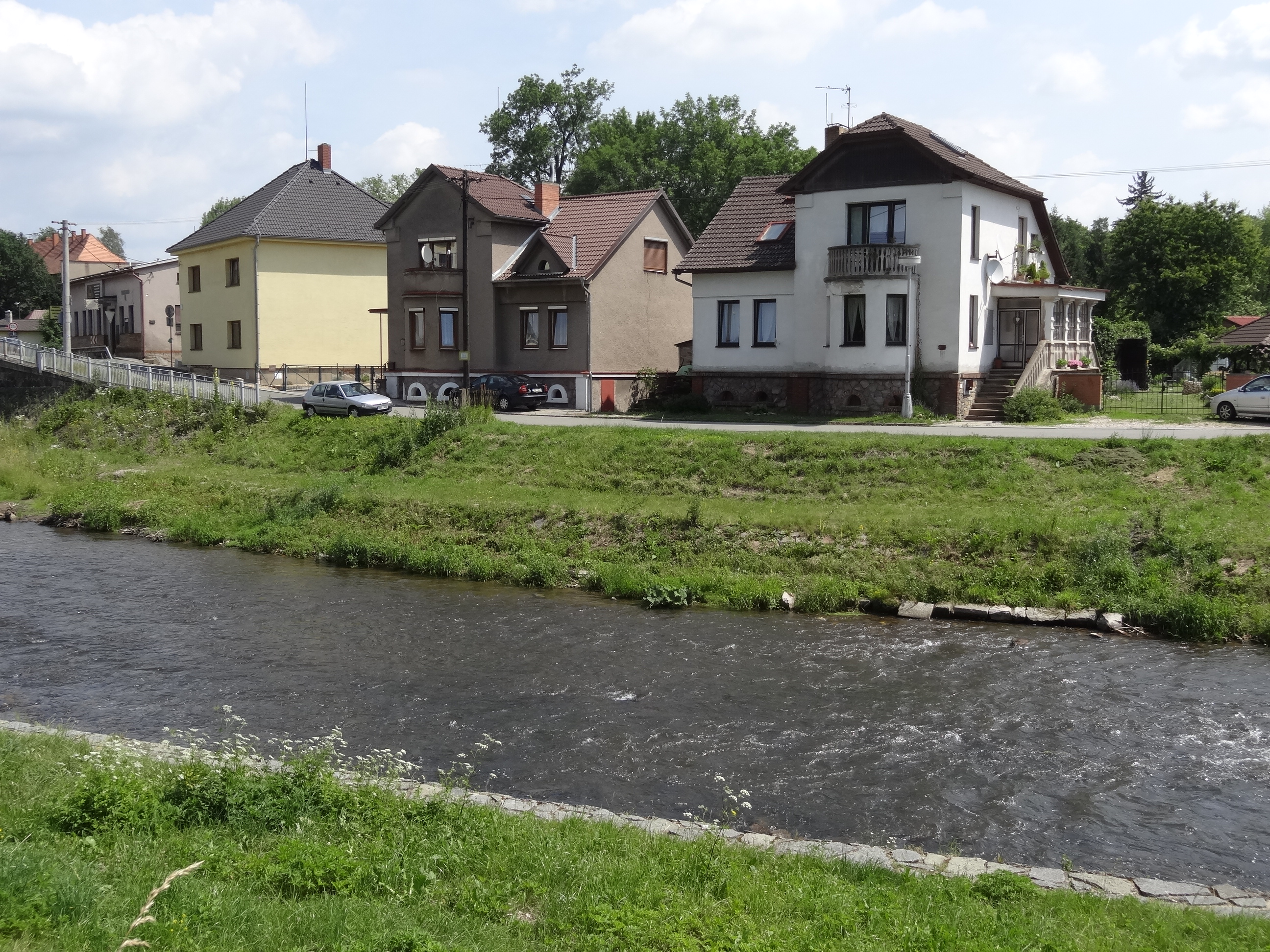
Rivière Divoká Orlice .
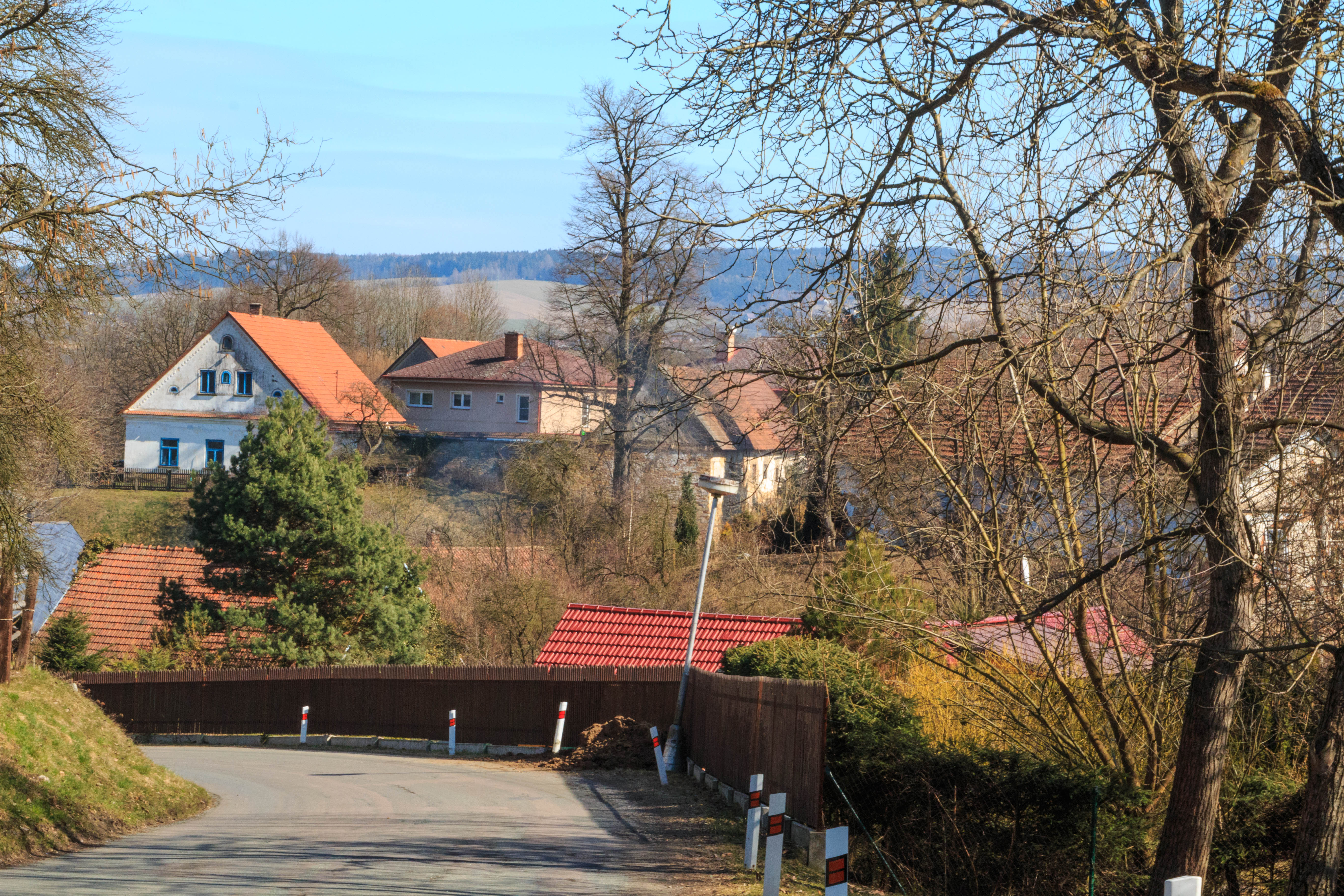
Vyhnánov.

## Transports
Par la route, Doudleby nad Orlicí se trouve à 8,5 km de Rychnov nad Kněžnou, à 36 km de Hradec Králové et à 154 km de Prague. 